# Propriá (gemeente)
Propriá is een gemeente in de Braziliaanse deelstaat Sergipe. De gemeente telt 28.520 inwoners (schatting 2009).
De plaats ligt aan de rivier de São Francisco.

## Verkeer en vervoer
De plaats ligt aan de noord-zuidlopende weg BR-101 tussen Touros en São José do Norte. Daarnaast ligt ze aan de weg SE-200.